# Natividade (Rio de Janeiro)
Natividade is een gemeente in de Braziliaanse deelstaat Rio de Janeiro. De gemeente telt 15.392 inwoners (schatting 2009).

## Aangrenzende gemeenten
De gemeente grenst aan Bom Jesus do Itabapoana, Itaperuna, Porciúncula, Varre-Sai en Antônio Prado de Minas (MG).